# Chris Kyle
Christopher „Chris” Scott Kyle (ur. 8 kwietnia 1974 w Odessie w Teksasie, zm. 2 lutego 2013 w Glen Rose) – amerykański wojskowy, żołnierz United States Navy SEALs. Najskuteczniejszy snajper w historii sił zbrojnych Stanów Zjednoczonych, podczas misji w Iraku zastrzelił 255 osób, z czego 160 trafień zostało oficjalnie potwierdzonych przez Pentagon.

## Życiorys
Chris Kyle służył w wojsku w latach 1999–2009 i czterokrotnie wyjeżdżał na misje do Iraku. Był dwukrotnie ranny i sześciokrotnie przeżył bliski wybuch miny, w czasie II bitwy o Faludżę zastrzelił 40 rebeliantów. Po tym wydarzeniu nazywany był „Legendą”. W Ar-Ramadi wrogowie nazwali go Szajtan ar-Ramadi (Diabeł z Ramadi) i wyznaczyli nagrodę za jego głowę. Najbardziej spektakularnym sukcesem snajpera było zastrzelenie w Iraku bojownika z odległości 1920 m przy pomocy karabinu McMillan Tac-338, nabojem .338 Lapua i lunety z 25-krotnym powiększeniem. Kyle był wielokrotnie nagradzany medalami za odwagę, m.in. dwa razy otrzymał Medal Srebrnej Gwiazdy i pięciokrotnie Brązową Gwiazdę. W Iraku współdziałał m.in. z GROM-em.
W 2009 roku Kyle opuścił US Navy i z żoną oraz dwojgiem dzieci przeniósł się do Teksasu. Po odejściu ze służby kierował Craft International, firmą ochroniarską, która prowadzi szkolenia dla snajperów i z zakresu bezpieczeństwa. W 2012 wydał autobiograficzną książkę American Sniper, która również ukazała się w języku polskim pt. Cel snajpera.
W 2012 roku odwiedził Polskę promując swoją książkę.
Chris Kyle zginął 2 lutego 2013 roku w wyniku postrzelenia na ranczu Rough Creek w Glen Rose w teksańskim hrabstwie Somervell. Został zastrzelony przez chorego psychicznie żołnierza, któremu pomagał. Razem z Kyle’em zginął inny były żołnierz, Chad Littlefield. Eddie Ray Routh (podejrzany o te morderstwa) został tego samego dnia zatrzymany przez lokalną policję.
Został pochowany na cmentarzu stanowym miasta Austin w Teksasie.
11 lutego 2015 roku rozpoczął się proces Eddiego Ray Routha, mordercy Chrisa Kyle’a i Chada Littlefielda. 25 lutego 2015 roku został on skazany na dożywotnie więzienie bez prawa do wcześniejszego zwolnienia.
20 lutego 2015 roku w Polsce, a 11 listopada 2014 roku na świecie, premierę miał film bazujący na historii Chrisa oraz jego autobiografii. Film nosi tytuł Snajper (ang. American Sniper), został wyreżyserowany przez Clinta Eastwooda. Film otrzymał 6 nominacji do Oscara.

## Odznaczenia
- Silver Star – dwukrotnie
- Bronze Star z okuciem V – pięciokrotnie
- Navy and Marine Corps Commendation Medal
- Navy and Marine Corps Achievement Medal – dwukrotnie
- Odznaka US Navy SEALs